# 旭テック
旭テック株式会社（あさひテック、英: ASAHI TEC Corporation ）は、自動車や産業機械の部品などを製造する企業である。
かつては日本碍子系であったが、2003年にリップルウッド・ホールディングス（RHJインターナショナル）、2012年からユニゾン・キャピタル、2018年にトピー工業の傘下となった。

## 主要な製品
- アルミホイール

## 沿革
- 1916年（大正5年） - 旭鋳物工場が創業。
- 1938年（昭和13年）8月8日 - 旭可鍛鉄株式会社（あさひかたんてつ）に改組。
- 1950年（昭和25年）1月 - 日本碍子が資本参加。
- 1961年（昭和36年）
  - 2月 - 名証2部に株式上場。
  - 11月 - 豊川工場（現・豊川事業所）が操業を開始。
- 1964年（昭和39年）11月 - 菊川南工場（現・菊川南事業所）が操業を開始。
- 1980年（昭和55年）12月 - 東証2部に株式上場。
- 1989年（平成元年）11月 - 旭テック株式会社に社名変更。
- 1990年（平成2年）11月 - 名証1部・東証1部に指定替え。
- 1995年（平成7年）9月 - 横地工場（現・横地事業所）が操業を開始。
- 1997年（平成9年） - 電力機器事業部がISO9001認証取得。
- 2003年（平成15年）5月 - アメリカの投資会社リップルウッド・ホールディングスが資本参加、同社傘下となる。
- 2004年（平成16年） - ISO14001認証取得。
- 2006年（平成18年）2月28日 - テクノメタルの株式の66%を三菱ふそうトラック・バスより取得して子会社化。
- 2007年（平成19年）
  - 1月 - メタルダイン（アメリカミシガン州）の全株式を取得し完全子会社化。
  - 3月 - 欧州において新規株式を発行、リップルウッドによる株式保有比率が低下し、同社の子会社から関連会社となる。
  - 8月29日 - テクノメタルの全株式を取得し完全子会社化。
  - 10月 - 子会社として旭テック環境ソリューション株式会社を設立（2008年4月に環境装置事業を同社に分社化）。
- 2008年（平成20年）7月 - 第三者割当増資により再びリップルウッドの子会社となる。
- 2009年（平成21年）
  - 5月28日 - メタルダインが業績悪化により9億2900万US$（約900億円相当）の負債を抱え、子会社30社とともに、連邦倒産法第11章の適用を申請（経営破綻）。これにより旭テックは315億円の特別損失を計上 [2]。
  - 12月 - 本社東側の遊休地（旧工場跡）を遠州鉄道へ売却 [3]。
- 2010年（平成22年）
  - 11月19日  - 旭テック環境ソリューション株式会社を日本みらいキャピタル系列の株式会社NMCファンド15に売却 [4]。同社は2011年4月1日付でアクアインテック株式会社に社名変更 [5]。
  - 12月 - 子会社として旭テックTDM株式会社を設立
- 2011年（平成23年）
  - 4月 - 電力機器事業を旭テックTDM株式会社に分社化 [6]。
  - 12月 - ユニゾンキャピタルグループの完全子会社となることに賛同する旨、取締役会で決議 [7]。
- 2012年（平成24年）
  - 2月10日 - ユニゾン・キャピタル傘下のATCホールディングス2号株式会社が、普通株式の公開買付けによりリップルウッド傘下のRHJインターナショナルから保有株式すべてを取得、筆頭株主となる [8]。
  - 4月 -  ATCホールディングス2号株式会社が第二回公開買付けの結果、92.47％の株式を保有することとなる。
  - 7月30日 – ユニゾンキャピタルグループの完全子会社化に伴い、東証1部の上場廃止 [9]。
  - 8月 – ユニゾンキャピタルグループの完全子会社となる [10]。
- 2013年（平成25年）8月19日 - 本社を静岡県菊川市堀之内547番地の1（JR菊川駅北隣）から同市東横地3311番地の1（横地事業所内）へ移転 [11]。
- 2014年（平成26年）8月1日 - 電力機器事業（旭テックTDM㈱）の事業をMCP系ファンドへ譲渡。
- 2015年（平成27年）
  - 4月1日 - 鉄第一事業本部（鋳鉄事業）である豊川工場を旭テックメタル株式会社として分社化 [12]
  - 6月1日 - テクノメタル株式会社、ASAHI TEC METALS (THAILAND) 、旭テックメタル株式会社の全株式をAmtek Auto Limited（インド）に売却。その後、旭テックメタルは2016年6月1日付で旭メタルズ株式会社に社名変更。
  - 10月1日 - 国内のアルミ鋳造事業を分社化し、旭テックアルミニウム株式会社を設立 [13]。
- 2016年（平成28年）
  - 5月2日 - 国内のアルミカンパニー技術部門を分社化し、ATAキャスティングテクノロジージャパン株式会社 (略称:ACJ) を設立[14]。
  - 7月1日 - タイ子会社の ASAHI TEC ALUMINIUM (THAILAND) からアルミ事業を分社化し、ATAキャスティングテクノロジージャパン株式会社の子会社として ATA CASTING TECHNOLOGY (略称:ACT) を設立[15]。
- 2017年（平成29年）1月 - ATAキャスティングテクノロジージャパン株式会社の全株式を大同メタル工業株式会社に譲渡[16]。
- 2018年（平成30年）
  - 4月2日 - 旭テックアルミニウム株式会社および豊栄工業株式会社をリョービに譲渡。これにより、国内のすべての製造拠点の分割・譲渡が完了。
  - 5月31日 - Unison Capital Partners III,L.P.等の投資ファンドが保有する全株式をトピー工業に譲渡[17]。
- 2021年（令和3年）3月15日 - 本社を静岡県菊川市東横地3311番地の1（リョービ菊川工場。旧・横地事業所）から静岡県掛川市上西郷1569-1（パチンコタイホー跡地）へ移転[18]。

## 関係会社
旭テックグループは、2018年6月1日現在、連結子会社3社で構成されている。

### 子会社
- ASAHI TEC ALUMINIUM (THAILAND) （タイ）
- 広東戴卡旭汽車零部件有限公司 (Guangdong Dicastal Asahi Auto Parts Co.,Ltd.)（中国）
- 広州市旭东铸件研究开发有限公司 (Guangzhou Asahi Dongling Research & Development) （中国）
東凌集団（中国）との合弁
- 広州馭风旭铝铸件有限公司 (Guangzhou Wheelhorse Asahi Aluminium Co., Ltd.)（中国）
- ASAHI TEC NORTH AMERICA （アメリカ合衆国）

## 分離した企業
かつて旭テックの事業部門もしくは子会社であった企業の一覧。現在は旭テックとの資本関係はない。
- ATAキャスティングテクノロジー株式会社（大同メタル工業子会社、東京都品川区）
- TDM株式会社（愛知県豊川市）
- アクアインテック株式会社（日本海水子会社、静岡県掛川市）
- 旭テックアルミニウム株式会社（リョービ子会社ののち、リョービへの吸収合併により解散[19]、静岡県菊川市）
- 豊栄工業株式会社（リョービ子会社、三重県いなべ市。リョービへの譲渡時は旭テックアルミニウムの子会社であった）
- 旭メタルズ株式会社（愛知県豊川市）
- テクノメタル株式会社（福島県二本松市）